# Belle Fourche
Belle Fourche ist eine Stadt im US-Bundesstaat South Dakota und Verwaltungssitz (County Seat) des Butte County. Das U.S. Census Bureau hat bei der Volkszählung 2020 eine Einwohnerzahl von 5617 ermittelt.

## Geografie
Im Jahr 1959 hat die U.S. Coast and Geodetic Survey offiziell einen Punkt 20 Meilen nördlich von Belle Fourche als geografischen Mittelpunkt der Vereinigten Staaten festgelegt. Es ist das Zentrum der Nation, weil die Aufnahme von Alaska und Hawaii in die Vereinigten Staaten die Lage des offiziellen Zentrums des Landes verschoben hat. Der geografische Mittelpunkt der 48 zusammenhängenden US-Bundesstaaten ist Lebanon, Kansas.

## Geschichte
Belle Fourche (französisch für "schöne Gabel") wurde von französischen Entdeckern, die aus Neufrankreich kamen, benannt und bezog sich auf den Zusammenfluss der heute bekannten Flüsse Belle Fourche und Redwater sowie des Hay Creek. Biber-Trapper bearbeiteten diese Flüsse bis zur Mitte des 19. Jahrhunderts, und Belle Fourche wurde ein bekannter Treffpunkt für den Pelzhandel. Während und nach dem Goldrausch von 1876 siedelten sich sowohl Farmer als auch Rancher in den fruchtbaren Tälern an und bauten Nahrung für die Bergleute und ihre Arbeitstiere an. Gleichzeitig wurden die offenen Ebenen, die sich über Hunderte von Meilen in alle Richtungen erstreckten, von riesigen Viehherden aus Texas und Kansas bevölkert. Städte entstanden, um die sich ständig ändernden Bedürfnisse der Farmer und Rancher zu befriedigen. 1884 richtete der Marquis de Mores, ein französischer Adliger, eine Postkutschenlinie zwischen Medora, North Dakota, und Deadwood, South Dakota, ein. Die Belle Fourche Way Station umfasste eine Postscheune und einen Saloon. 1894 wurde die Siedlung der County Seat des Butte County und 1903 eine Gemeinde.

## Demografie
Nach der Schätzung von 2019 leben in Belle Fourche 5702 Menschen. Die Bevölkerung teilte sich im selben Jahr auf in 93,1 % Weiße, 0,9 % Afroamerikaner, 2,9 % amerikanische Ureinwohner, 0,2 % Asiaten und 2,1 % mit zwei oder mehr Ethnizitäten. Hispanics oder Latinos aller Ethnien machten 5,6 % der Bevölkerung aus. Das mittlere Haushaltseinkommen lag bei 46.463 US-Dollar und die Armutsquote bei 11,2 %.
| Jahr | Einwohner¹ |
| ---- | ---------- |
| 1950 | 3540       |
| 1960 | 4087       |
| 1970 | 4236       |
| 1980 | 4692       |
| 1990 | 4335       |
| 2000 | 4565       |
| 2010 | 5594       |
| 2020 | 5617       |

¹ 1950 – 2020: Volkszählungsergebnisse

## Wirtschaft
Belle Fourche bedient heute ein großes Handelsgebiet mit Ranches und Farmen. Die Woll-, Rinder- und Bentonitindustrie waren wichtig für das Wachstum von Belle Fourche. 

## Persönlichkeiten
- Lem Overpeck (1911–2003), Politiker und Vizegouverneur von South Dakota
- Ogden Driskill (* 1959), Politiker